# Zaragoza, Contepec
Zaragoza är en ort i Mexiko.   Den ligger i kommunen Contepec och delstaten Michoacán de Ocampo, i den sydöstra delen av landet, 110 km väster om huvudstaden Mexico City. Zaragoza ligger 2 437 meter över havet och antalet invånare är 1 383.
Terrängen runt Zaragoza är varierad. Runt Zaragoza är det ganska tätbefolkat, med 179 invånare per kvadratkilometer. Närmaste större samhälle är El Oro de Hidalgo, 8,0 km söder om Zaragoza. I omgivningarna runt Zaragoza växer huvudsakligen savannskog.